# 渡辺裕之 (アナウンサー)
渡辺 裕之（わたなべ ひろゆき、1966年2月1日 - ）は、NHKの元アナウンサー。

## 人物
旧浦和市出身。埼玉県立浦和高等学校を経て早稲田大学卒業後、1989年入局。

## 嗜好・挿話・特徴
- 旧浦和市、本人曰く「NHKまで歩いて5分」[1]という環境で育つ。
- 自身の出身地のJリーグチーム・浦和レッズサポーターである。そのため、さいたま放送局勤務となってからは、自らサッカー専門乍らスポーツアナウンサーとしても活動[要出典]していた。
- 同姓同名の俳優に関しては、アナウンサーの本人より遥かに高い知名度があった為、NHKサイトでも間違われる事があった[要出典]。『世直しバラエティー カンゴロンゴ』2009年1月11日放送分には俳優の方が重要な役どころで出演していたが、NHKのコンピュータシステム上の仕様により、アナウンサーの方の出演番組にカウントされてしまった[要出典]（現時点では、同姓同名の人物を自動的に分別するシステムは確立されていない[要出典]）。

## 過去の担当番組
鹿児島局時代
- 鹿児島県のニュース・中継・リポート

福岡局時代
- 福岡県・九州沖縄のニュース

福島局時代
- 福島県のニュース・中継・リポート

ラジオセンター時代
- 地球ラジオ（ディレクター）

沖縄局時代
- 沖縄熱中倶楽部 編集長（ラジオ第1、2007年4月 - 異動まで）
- アナウンス副部長

さいたま局時代（1度目）
- 2011年3月の東北地方太平洋沖地震発生時には、過去に在籍した福島局に応援で派遣され、災害情報を中心にローカルニュースを担当した。

長崎局時代
- 長崎県のニュース
- ローカル番組の編集責任者
- アナウンス副部長

さいたま局時代（2度目）
- 週刊☆サッカー王国

長野局時代
- ゆる信ワイド
- ひるまえほっと〜関東甲信越〜 （編責）
- 給食ラジオ
- アナウンス副部長
- 長野県のニュース

ラジオセンター時代
- 福島県のニュース（福島放送局への応援、2023年1月16日）